# Levainville
Levainville est une commune française située dans le département d'Eure-et-Loir en région Centre-Val de Loire.

## Géographie

### Localisation
Situé en Beauce, région à vocation agricole, à environ 22 kilomètres au nord-est de Chartres, Levainville est proche du Parc naturel régional de la Haute Vallée de Chevreuse.
Jusqu'en 2017, Levainville faisait partie, avec 24 autres communes, de la communauté de communes de la Beauce alnéloise.

Situation géographique
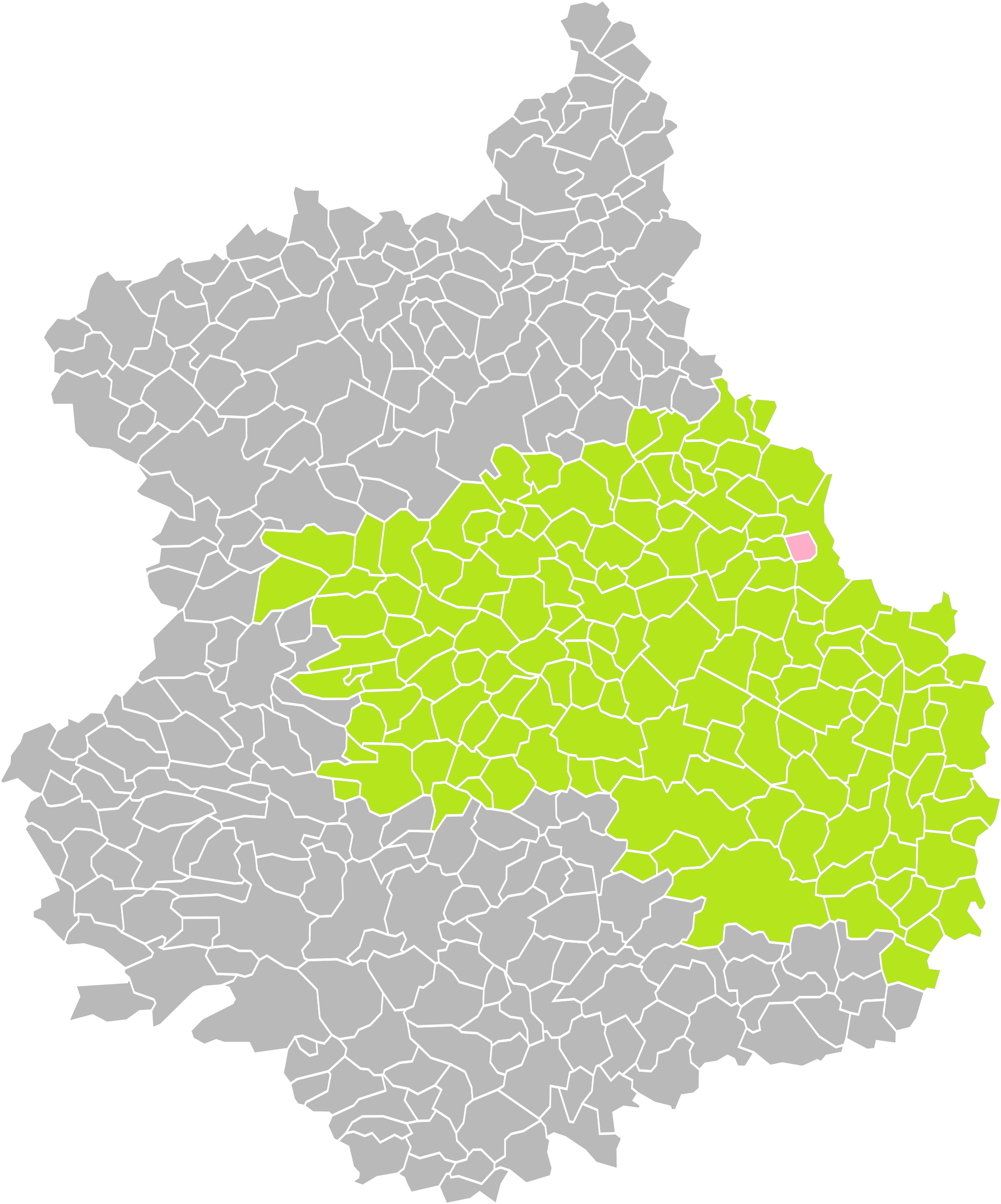
Levainville dans son arrondissement.
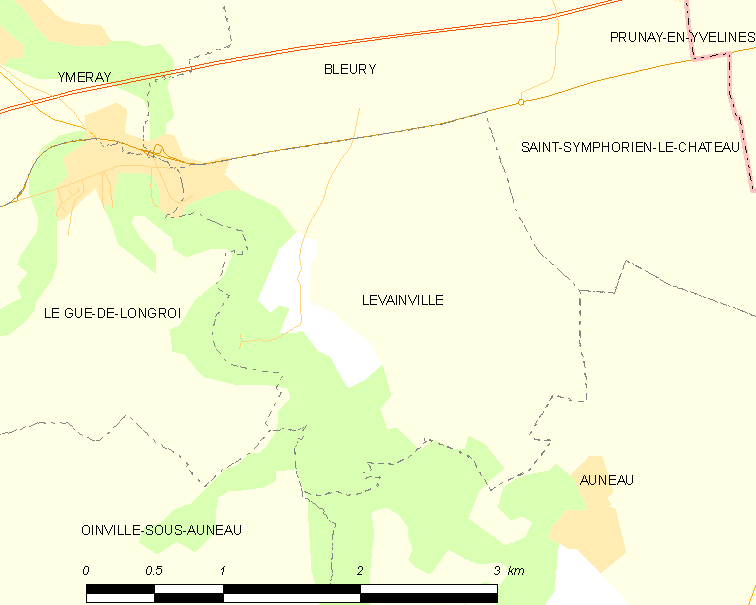
Carte de la commune de Levainville.

### Communes limitrophes
| Le Gué-de-Longroi    | Le Gué-de-Longroi    | Bleury-Saint-Symphorien |
| Le Gué-de-Longroi    | Levainville          | Bleury-Saint-Symphorien |
| Oinville-sous-Auneau | Oinville-sous-Auneau | Auneau                  |

### Géologie et relief

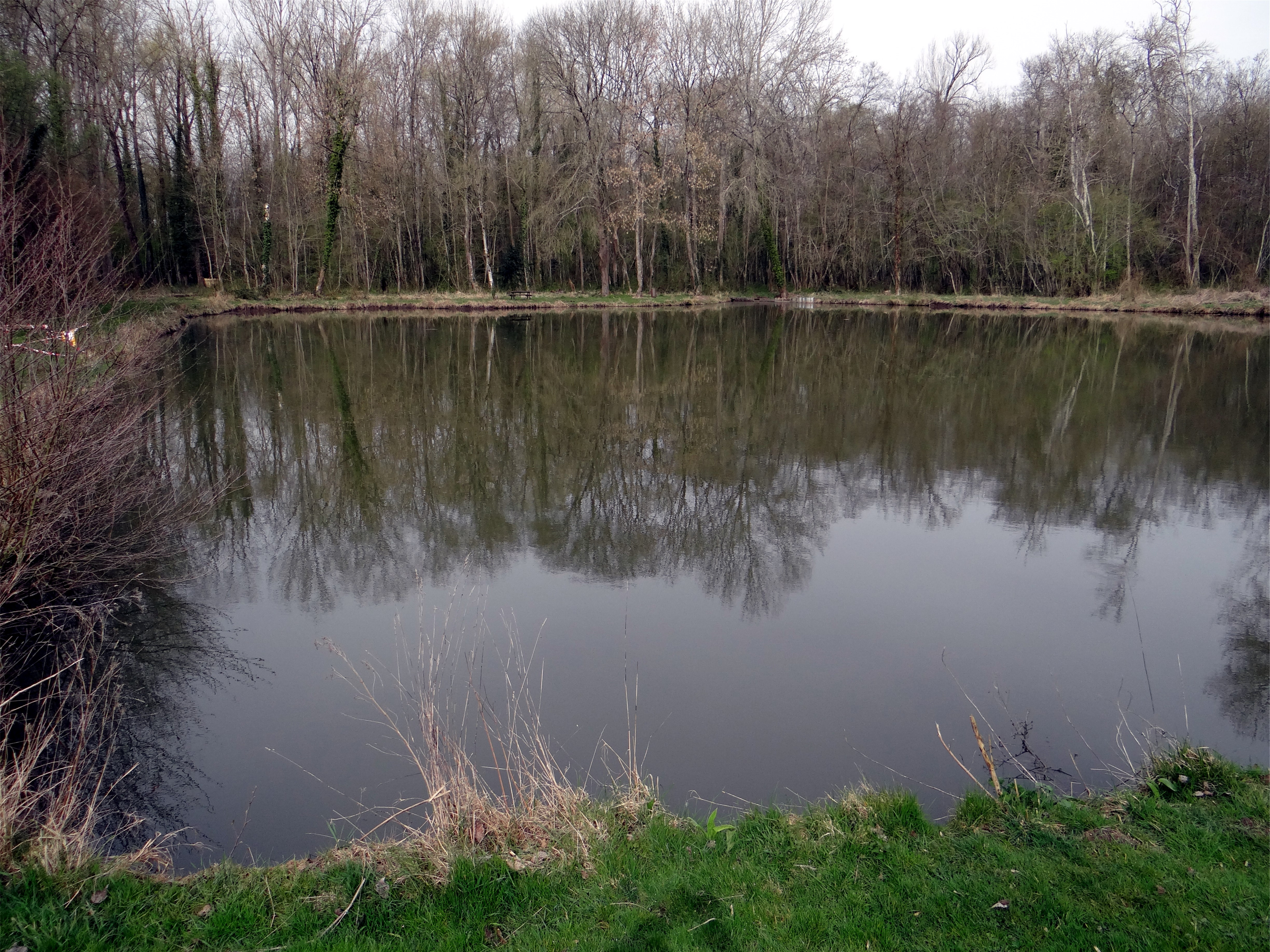
Plan d'eau de l'ancienne tourbière de Garnet.

La superficie de la commune est de 555 hectares ; son altitude varie entre 117 et 156 mètres.
Le territoire de Levainville s’élève en « amphithéâtre »  exposé vers l’ouest, au-dessus de la vallée de la Voise, riche en tourbe. Le sol est calcaire-marneux. Il est découvert à l’est et accidenté et boisé à l’ouest et au sud.
Dans le secteur de Garnet, d'énormes blocs de poudingue affleurent le sol. Vieux d'environ 38 millions d'années, ces conglomérats de galets (cailles) témoignent de la présence passée de la mer en ce lieu.
La commune est classée en zone de sismicité 1, correspondant à une sismicité très faible.

### Hydrographie

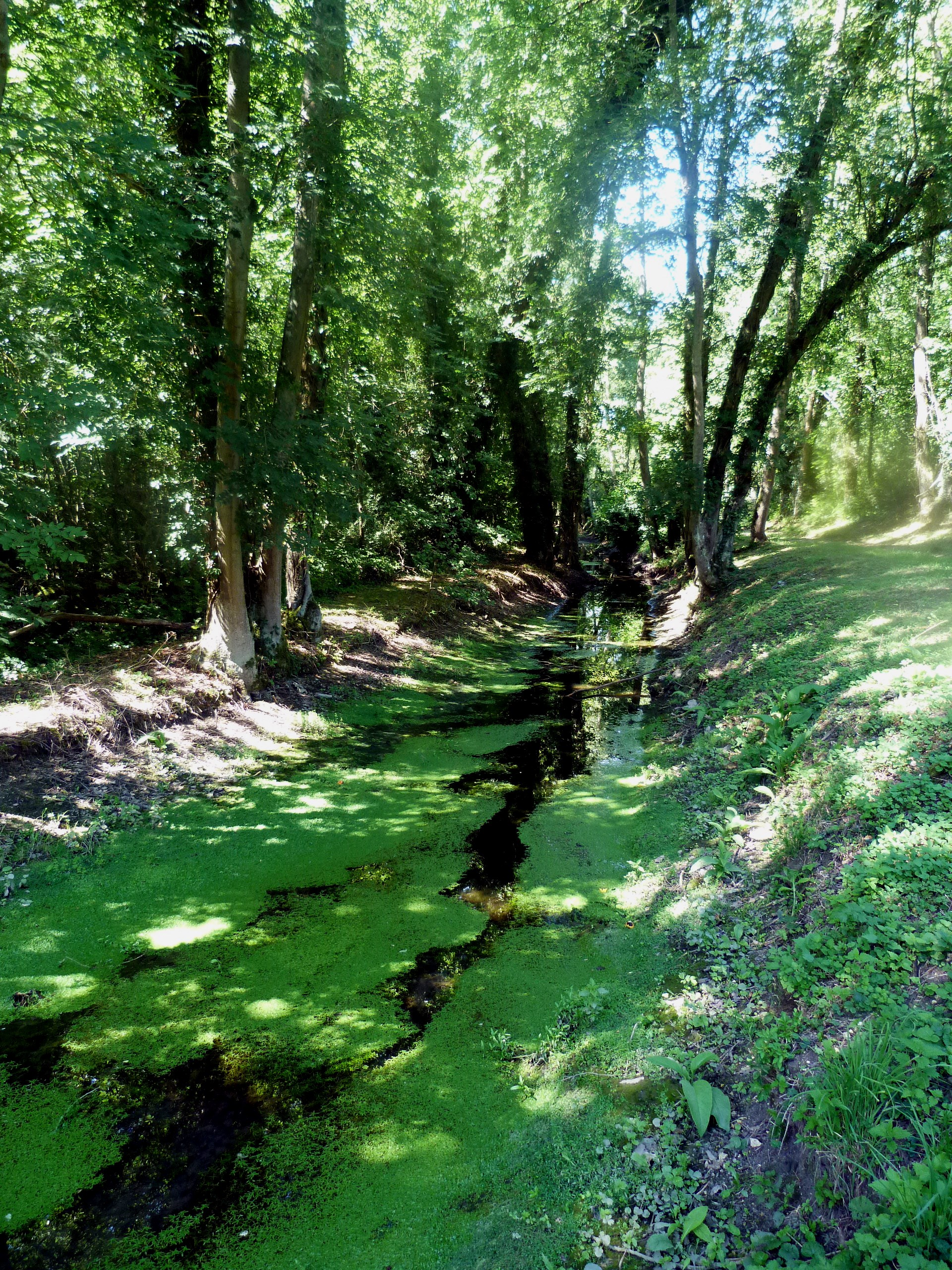
Un des bras de la Voise à Monjudé, commune de Levainville.

Le système hydrographique de Levainville se compose de sept cours d'eau :
- la Voise porte le nom de la commune où elle prend sa source (à  environ 15 km au sud de Levainville). C'est un affluent de l’Eure (localisation du confluent : 28130 Pierres). Sa longueur totale est de 32,9 km[4]. Réalisé en 1995, le "circuit des deux rivières" et ses berges ombragées, permet d'agréables promenades. Il convient d'ajouter :
  - un bras de la Voise, de 0,1 km[5] ;
  - un bras de la Voise, de 0,6 km[6] ;
  - un bras de la Voise, de 0,7 km[7] ;
  - un bras de la Voise, de 1,5 km[8] ;
- l’Aunay prend sa source à environ 11 km sur la commune de Aunay-sous-Auneau et ne pénètre la commune de Levainville que sur une petite partie de sa pointe sud. C'est un affluent de la Voise[9] ;
- le fossé 01 des Prés Carrés, de 5,6 km[10].

La longueur linéaire global de cours d'eau sur la commune est de 5,23 km

### Climat
Pour des articles plus généraux, voir Climat du Centre-Val de Loire et Climat d'Eure-et-Loir.
En 2010, le climat de la commune est de type climat océanique dégradé des plaines du Centre et du Nord, selon une étude du CNRS s'appuyant sur une série de données couvrant la période 1971-2000. En 2020, Météo-France publie une typologie des climats de la France métropolitaine dans laquelle la commune est exposée à un climat océanique altéré et est dans la région climatique  Sud-ouest du bassin Parisien, caractérisée par une faible pluviométrie, notamment au printemps (120 à 150 mm) et un hiver froid (3,5 °C). 
Pour la période 1971-2000, la température annuelle moyenne est de 10,7 °C, avec une amplitude thermique annuelle de 14,4 °C. Le cumul annuel moyen de précipitations est de 624 mm, avec 10,5 jours de précipitations en janvier et 7,8 jours en juillet. Pour la période 1991-2020, la température moyenne annuelle observée sur la station météorologique de Météo-France la plus proche, sur la commune de Houx à 12 km à vol d'oiseau, est de 11,2 °C et le cumul annuel moyen de précipitations est de 622,1 mm,. Pour l'avenir, les paramètres climatiques de la commune estimés pour 2050 selon différents scénarios d'émission de gaz à effet de serre sont consultables sur un site dédié publié par Météo-France en novembre 2022.

### Voies de communication et transports
On accède à la commune par la D 910 (ex N 10, dite Voie de la Liberté) au nord, et par la D 116A au sud venant de Auneau.
Il existe une ligne régulière de cars desservant la commune, la ligne 15A reliant la gare de Chartres à la mairie du Gué-de-Longroi avec 3 arrêts à Levainville (Monjudé, Presbytère, Garnet bas). Le trajet depuis Chartres dure environ 50 minutes.
La gare SNCF la plus proche est à Auneau (environ 6 km). Il existait une halte "Oinville - Levainville" jusqu'en 1954, sur la commune de Oinville, desservie par la ligne d'Auneau-Ville à Dreux.

## Urbanisme

### Typologie
Au 1er janvier 2024, Levainville est catégorisée commune rurale à habitat dispersé, selon la nouvelle grille communale de densité à 7 niveaux définie par l'Insee en 2022.
Elle est située hors unité urbaine. Par ailleurs la commune fait partie de l'aire d'attraction de Paris, dont elle est une commune de la couronne,. 

### Occupation des sols
Le territoire de la commune se compose de 70,4 % de terres arables, 18,5 % de forêts, 9,8 % de zones agricoles hétérogènes et 1,3 % de zones urbanisées.

### Lieux-dits et écarts
La commune compte 53 lieux-dits administratifs répertoriés consultables ici (source : le fichier Fantoir).
Sont compris dans ses limites administratives, les hameaux ou écarts de Garnet, la Grange, Monjudé et Moulin de Ville.

### Logement
En 2013, le nombre total de logements dans la commune était de 171.
Parmi ces logements, 85,2 % étaient des résidences principales, 11,2 % des résidences secondaires et 3,5 % des logements vacants.
La part des ménages propriétaires de leur résidence principale s’élevait à 91,7 %.

### Risques majeurs
Le territoire de la commune de Levainville est vulnérable à différents aléas naturels : météorologiques (tempête, orage, neige, grand froid, canicule ou sécheresse), inondations, mouvements de terrains et séisme (sismicité très faible). Il est également exposé à un risque technologique, le transport de matières dangereuses. Un site publié par le BRGM permet d'évaluer simplement et rapidement les risques d'un bien localisé soit par son adresse soit par le numéro de sa parcelle.

#### Risques naturels
Certaines parties du territoire communal sont susceptibles d’être affectées par le risque d’inondation par débordement de cours d'eau et par ruissellement et coulée de boue, notamment la Voise et l'Aunay. La commune a été reconnue en état de catastrophe naturelle au titre des dommages causés par les inondations et coulées de boue survenues en 1999 et 2016,.

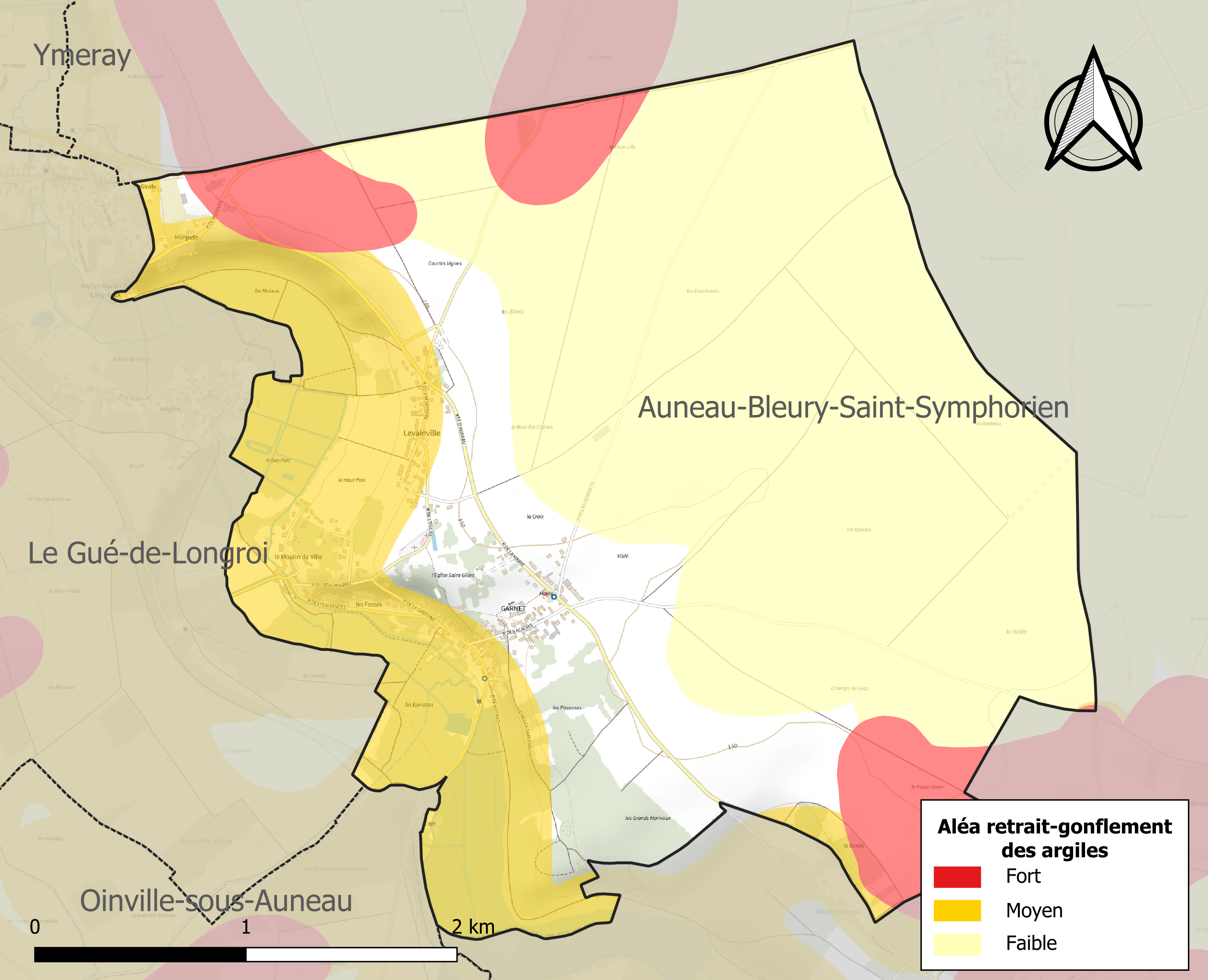
Carte des zones d'aléa retrait-gonflement des sols argileux de Levainville.

Les mouvements de terrains susceptibles de se produire sur la commune sont des affaissements et effondrements liés aux cavités souterraines. L'inventaire national des cavités souterraines permet de localiser celles situées sur la commune.
Le retrait-gonflement des sols argileux est susceptible d'engendrer des dommages importants aux bâtiments en cas d’alternance de périodes de sécheresse et de pluie. 31,1 % de la superficie communale est en aléa moyen ou fort (52,8 % au niveau départemental et 48,5 % au niveau national). Sur les 184 bâtiments dénombrés sur la commune en 2019, 123 sont en aléa moyen ou fort, soit 67 %, à comparer aux 70 % au niveau départemental et 54 % au niveau national. Une cartographie de l'exposition du territoire national au retrait gonflement des sols argileux est disponible sur le site du BRGM,.
Concernant les mouvements de terrains, la commune a été reconnue en état de catastrophe naturelle au titre des dommages causés par des mouvements de terrain en 1999.

#### Risques technologiques
Le risque de transport de matières dangereuses sur la commune est lié à sa traversée par des infrastructures routières ou ferroviaires importantes ou la présence d'une canalisation de transport d'hydrocarbures. Un accident se produisant sur de telles infrastructures est en effet susceptible d’avoir des effets graves au bâti ou aux personnes jusqu’à 350 m, selon la nature du matériau transporté. Des dispositions d’urbanisme peuvent être préconisées en conséquence.

## Toponymie
Leven-Fontana (Levana-Fontana) serait le nom primitif de la commune.
Leven signifie menhir ou pierre lévée et Fontana évoque les fontaines sacrées des druides.
Une autre hypothèse pourrait-être une origine germanique avec le nom : domaine de Lubin (Leubin).
L’institution de Levainville ne date que de 1536.
Le gentilé concernant les habitants de Levainville est : Leuvillois - Leuvilloise adopté par le Conseil Municipal le 17 décembre 2018 suite au choix des administrés, qui ont été invités par la bibliothèque de la commune à voter en octobre 2018 parmi quatre noms d’habitants, dans le cadre des manifestations pour les 35 ans de la bibliothèque.

## Histoire

### De l’Antiquité au Moyen Âge
Sous Charlemagne, on retrouve la possession du lieu de Levainville par l'abbaye de Saint-Germain-des-Prés. Ce bien, à l’origine donné par Charles Martel, est mentionné dans le polyptyque d'Irminon, abbé de Saint-Germain vers l'an 800. Cette œuvre dénombrait les manses, serfs et revenus de l'abbaye sous le règne de l'Empereur.
En 1300, Levainville dépendait de la paroisse de Bleury et de la mairie d’Ymeray ; par ailleurs la dîme du grain et du vin y était levée par le chapitre de Chartres.
En 1344, le chevalier Robert de Vieux-Pont et de Courville amortit quatre muids et demi de terre au terroir de Levenville au profit de la chapelle Saint-Louis d’Auneau.

### Du Moyen Âge à la Révolution
Au XVIIe siècle, le domaine de Levainville appartenait à Charles III de Rohan, prince de Guéménée, époux de  Charlotte Élisabeth de Cochefilet (1657-1719), puis fut vendue en 1786 à M. Péchiné, procureur au Parlement. Il se constituait du château de Levainville, mais aussi d'une ferme comprenant un logement pour le fermier et de divers bâtiments nécessaires à l'exploitation de la dite ferme, trois pressoirs (Garnet, Angle et au Gué-de-longroi), de terres labourables (33 muids) et de divers bois (Masteau, Chesnes, Gazon, Haute-Maison).
Garnet au XVIIIe siècle était une seigneurie, avec le titre de châtellenie. Le hameau de Moulin-de-Ville était également une seigneurie, dont le manoir fut détruit en 1793.
A la Révolution, le domaine fut démembré et le château détruit en partie.

### Époque contemporaine
En 1801, la commune s'appelait Le Vainville.

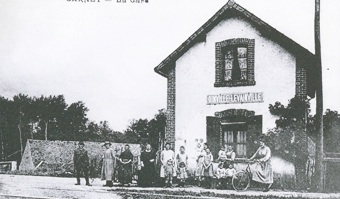
La gare de Oinville-Levainville

En 1818, une délimitation est réalisée de Bleury d’avec Levainville et Saint-Chéron-du-Chemin par Ordonnance Royale du 18 novembre.
En 1827 fut bâtie une auberge nommée "La Girafe", une rue porte actuellement ce nom.
La ferme de Levainville et ses dépendances étaient alors la propriété de la famille de Saint-Loup. Madame Renouard de Saint-Loup à son décès en fit don par testament à l'Hôtel-Dieu de la ville de Chartres.
La ville fut envahie et occupée par les Prussiens du 20 octobre 1870 au 18 mars 1871. Monsieur Carreny, maire de l'époque rapporte que le passage et le séjour des troupes ne fut que maraudage et pillage
.
De 1892 à 1938, Levainville bénéficiait d'une gare commune avec Oinville-sous-Auneau, permettant aux voyageurs d'emprunter la ligne d'Auneau-Ville à Dreux via Maintenon.

## Politique et administration

### Élections nationales
Élections présidentielles, résultats des deuxièmes tours :
- Élection présidentielle de 2007[33]: 66,80 % pour Nicolas Sarkozy (UMP), 33,20 % pour Ségolène Royal (PS), 96,90 % de participation.
- Élection présidentielle de 2012[34]: 36,96 % pour François Hollande (PS), 63,04 % pour Nicolas Sarkozy (UMP), 91,27 % de participation.
- Élection présidentielle de 2017[35]: 59.82% pour Emmanuel Macron (REM), 40.18% pour Marine Le Pen (FN), 80,12 % de participation.

### Élections municipales
Lors du scrutin de 2014, il y a eu un seul tour de scrutin (11 sièges pourvus sur 11 au premier tour). Le taux de participation a été de 70,22%.

### Liste des maires
| Période                                  | Période  | Identité           | Étiquette | Qualité                                        |
| ---------------------------------------- | -------- | ------------------ | --------- | ---------------------------------------------- |
| 1800                                     | 1815     | Jacques Marcille   |           |                                                |
| 1815                                     | 1819     | Florent Berthelot  |           |                                                |
| 1819                                     | 1826     | Marin Labiche      |           |                                                |
| 1826                                     | 1833     | Thomas Lancelin    |           | Vigneron                                       |
| 1833                                     | 1837     | Côme Rebiffé       |           |                                                |
| 1837                                     | 1839     | Alphonse Labiche   |           |                                                |
| 1840                                     | 1841     | Louis Carré        |           | Menuisier                                      |
| 1841                                     | 1848     | Joseph Ameline     |           | Vigneron                                       |
| 1848                                     | 1851     | Victor Lelong      |           |                                                |
| 1851                                     | 1864     | Alexandre Léger    |           | Cultivateur - Sabotier                         |
| 1864                                     | 1882     | Louis Carré        |           | Meunier                                        |
| 1882                                     | 1884     | Paul Gillard       |           | Laboureur                                      |
| 1884                                     | 1903     | Louis Petit        |           | Vigneron                                       |
| 1904                                     | 1904     | Jules Guyot        |           |                                                |
| 1904                                     | 1908     | Albert Martin      |           | Cultivateur, entrepreneur travaux publics      |
| 1908                                     | 1925     | Léon Troufléau     |           | Cultivateur                                    |
| 1925                                     | 1927     | Marcel Léger       |           | Cultivateur                                    |
| 1927                                     | 1945     | Charles Ameline    |           | Cultivateur                                    |
| 1946                                     | 1948     | Paulin Troufleau   |           | Cultivateur                                    |
| 1948                                     | 1971     | Gaston Pierre      |           | Maréchal mécanicien                            |
| 1971                                     | 1983     | Marcel Troufléau   |           | Agriculteur                                    |
| 1983                                     | 2001     | Jean-Jacques André |           | Ingénieur                                      |
| 2001                                     | 2008     | René Loize         |           |                                                |
| mars 2008                                | En cours | Michel Darrivère,  |           | Cadre administratif et commercial d'entreprise |
| Les données manquantes sont à compléter. |          |                    |           |                                                |

## Population et société

### Démographie
L'évolution du nombre d'habitants est connue à travers les recensements de la population effectués dans la commune depuis 1793. Pour les communes de moins de 10 000 habitants, une enquête de recensement portant sur toute la population est réalisée tous les cinq ans, les populations de référence des années intermédiaires étant quant à elles estimées par interpolation ou extrapolation. Pour la commune, le premier recensement exhaustif entrant dans le cadre du nouveau dispositif a été réalisé en 2004.

En 2022, la commune comptait 377 habitants, en évolution de −4,07 % par rapport à 2016 (Eure-et-Loir : −0,23 %, France hors Mayotte : +2,11 %).
| 1793 | 1800 | 1806 | 1821 | 1831 | 1836 | 1841 | 1846 | 1851 |
| ---- | ---- | ---- | ---- | ---- | ---- | ---- | ---- | ---- |
| 390  | 341  | 362  | 375  | 377  | 351  | 346  | 333  | 322  |

| 1856 | 1861 | 1866 | 1872 | 1876 | 1881 | 1886 | 1891 | 1896 |
| ---- | ---- | ---- | ---- | ---- | ---- | ---- | ---- | ---- |
| 319  | 324  | 324  | 309  | 305  | 288  | 283  | 262  | 252  |

| 1901 | 1906 | 1911 | 1921 | 1926 | 1931 | 1936 | 1946 | 1954 |
| ---- | ---- | ---- | ---- | ---- | ---- | ---- | ---- | ---- |
| 252  | 258  | 235  | 201  | 230  | 230  | 197  | 203  | 157  |

| 1962 | 1968 | 1975 | 1982 | 1990 | 1999 | 2004 | 2006 | 2009 |
| ---- | ---- | ---- | ---- | ---- | ---- | ---- | ---- | ---- |
| 129  | 158  | 172  | 202  | 264  | 292  | 324  | 343  | 396  |

| 2014 | 2019 | 2022 | - | - | - | - | - | - |
| ---- | ---- | ---- | - | - | - | - | - | - |
| 395  | 382  | 377  | - | - | - | - | - | - |

### Enseignement
Il n'y a plus d'établissement scolaire à Levainville.
Le bâtiment, tel qu'il existe aujourd'hui, date de 1857. Il accueillait environ 46 enfants.

### Manifestations culturelles et festivités
Il existe plusieurs associations à Levainville susceptibles d'organiser des manifestations.

## Économie

### Revenus de la population et fiscalité
Le nombre de ménages fiscaux en 2013 était de 147 représentant 425 personnes et la  médiane du revenu disponible par unité de consommation  de 25 070 €.

### Emploi
En 2014, le nombre total d’emploi dans la zone était de 44, occupant 204 actifs  résidants (salariés et non-salariés).
Le taux d’activité de la population âgée de 15 à 64 ans s'élevait à  84% contre un taux de chômage (au sens du recensement) de 11,1%. Les inactifs se répartissent de la façon suivante : étudiants et stagiaires non rémunérés 8,2%, retraités ou préretraités 4,9%, autres inactifs 3%.

### Entreprises et commerces
En 2015, le nombre d’établissements actifs était de trente-cinq dont cinq dans l’agriculture-sylviculture-pêche, un  dans l'industrie, six dans la construction, dix-huit dans le commerce-transports-services divers et cinq étaient relatifs au secteur administratif.
Cette même année, une entreprise a été créée.

## Culture locale et patrimoine

### Lieux et monuments

#### Église Saint-Gilles
L'enceinte de l'église Saint-Gilles inclut le cimetière et le monument aux morts de la Première Guerre mondiale.

#### Château de Levainville
Le château de Levainville, presque en totalité détruit, est situé à l'angle de la rue des 4-Chemins et l'impasse du Clos-des-Gardes. On peut voir une échauguette et ses fines ouvertures qui permettaient de faire le guet.

#### Autres lieux et monuments
- Lavoir au hameau de Garnet sur la D 122, sur le bord de la Voise (il en existait 5 dans la commune) ;
- La croix de Garnet : en fer forgé sur un socle de pierre où est inscrit "O crux ave" (Ô croix, je te salue)[2] ;
- Les pompes de la rue des Acacias, dont une est dotée d'un abri au toit pentu ;
- La pompe de la rue de la Mairie ;
- Ancien moulin à eau à Moulin-de-Ville.

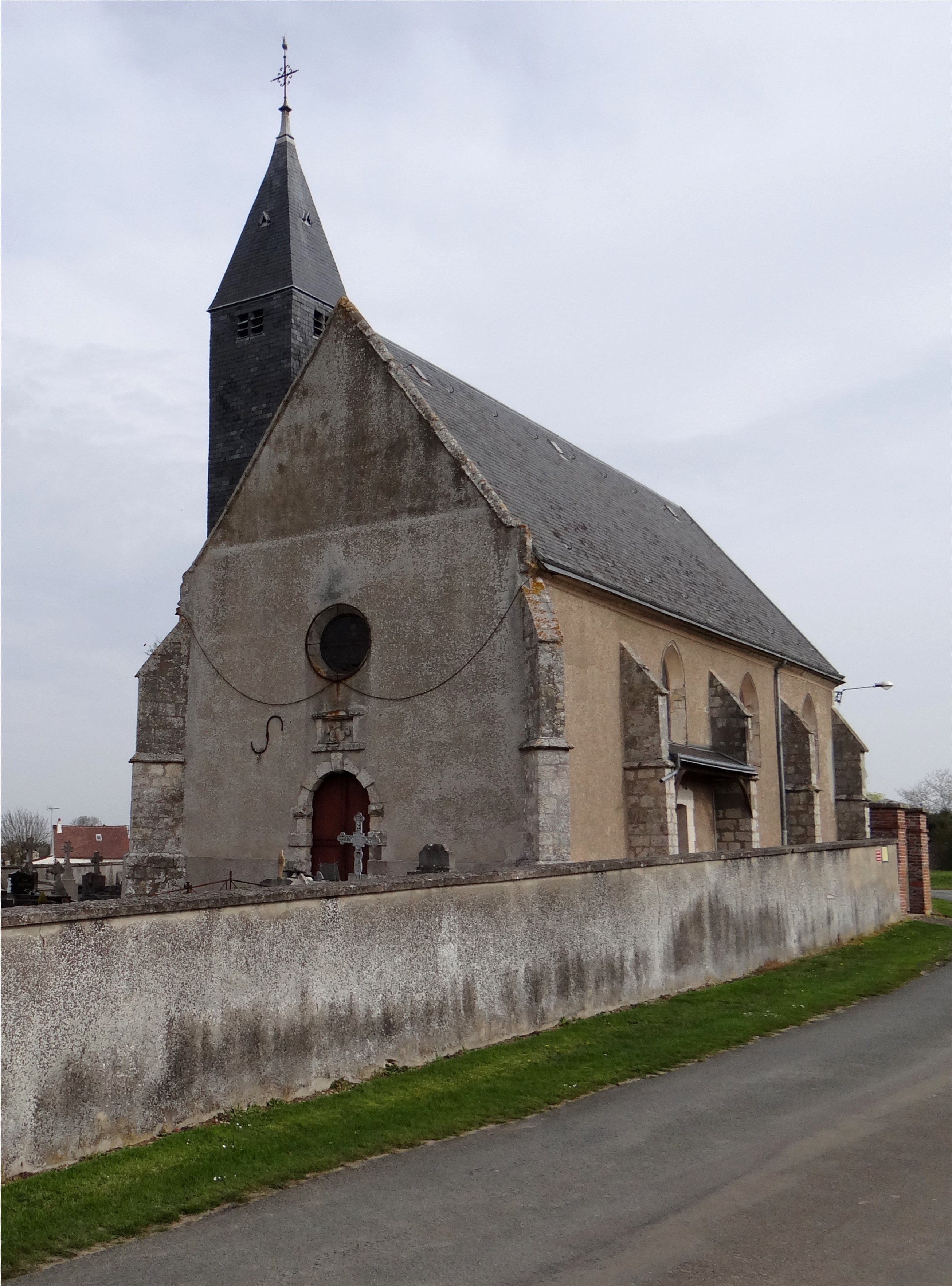
L'église Saint-Gilles[Note 10].
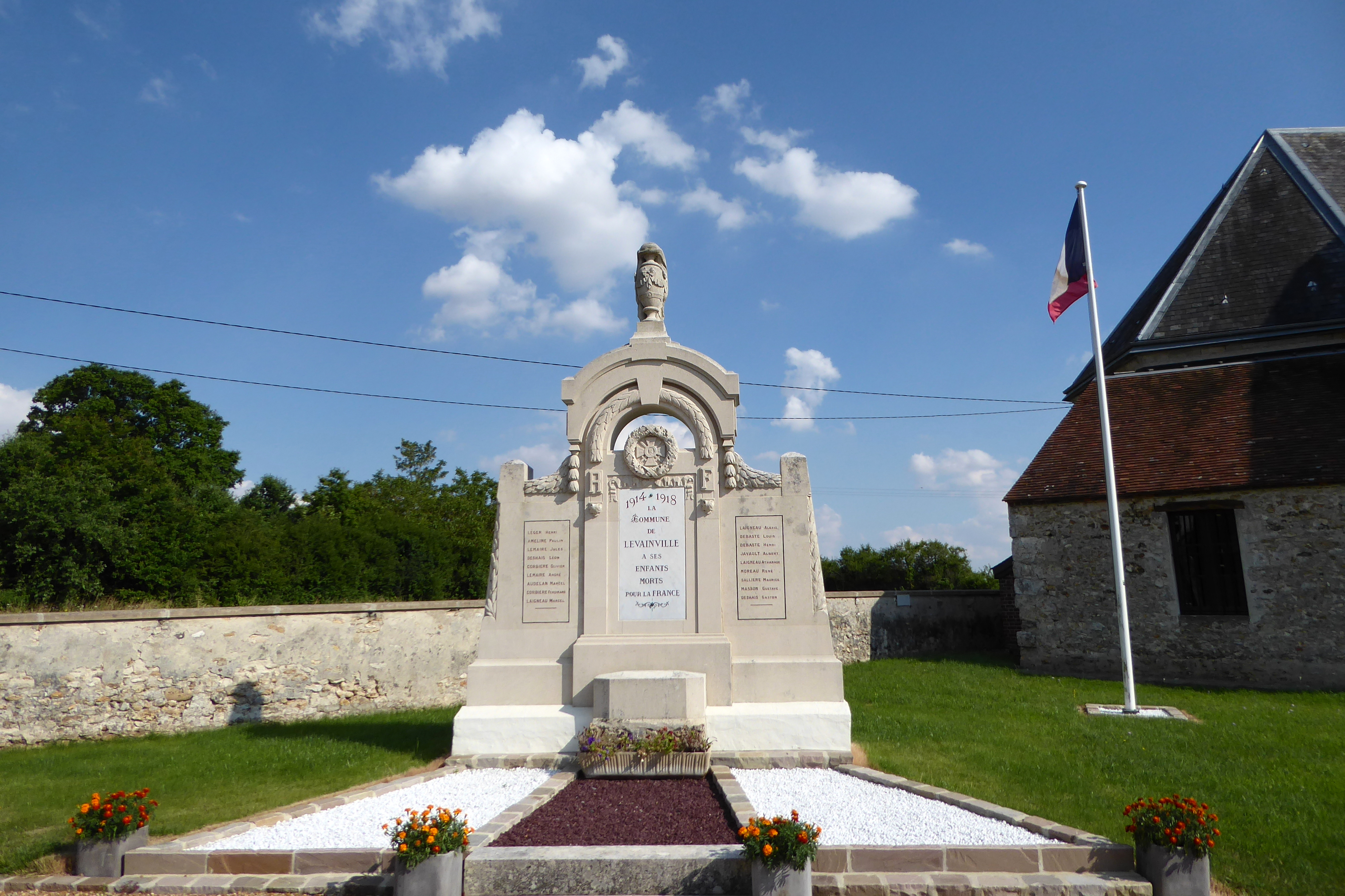
Monument aux morts de la guerre 1914-1918.
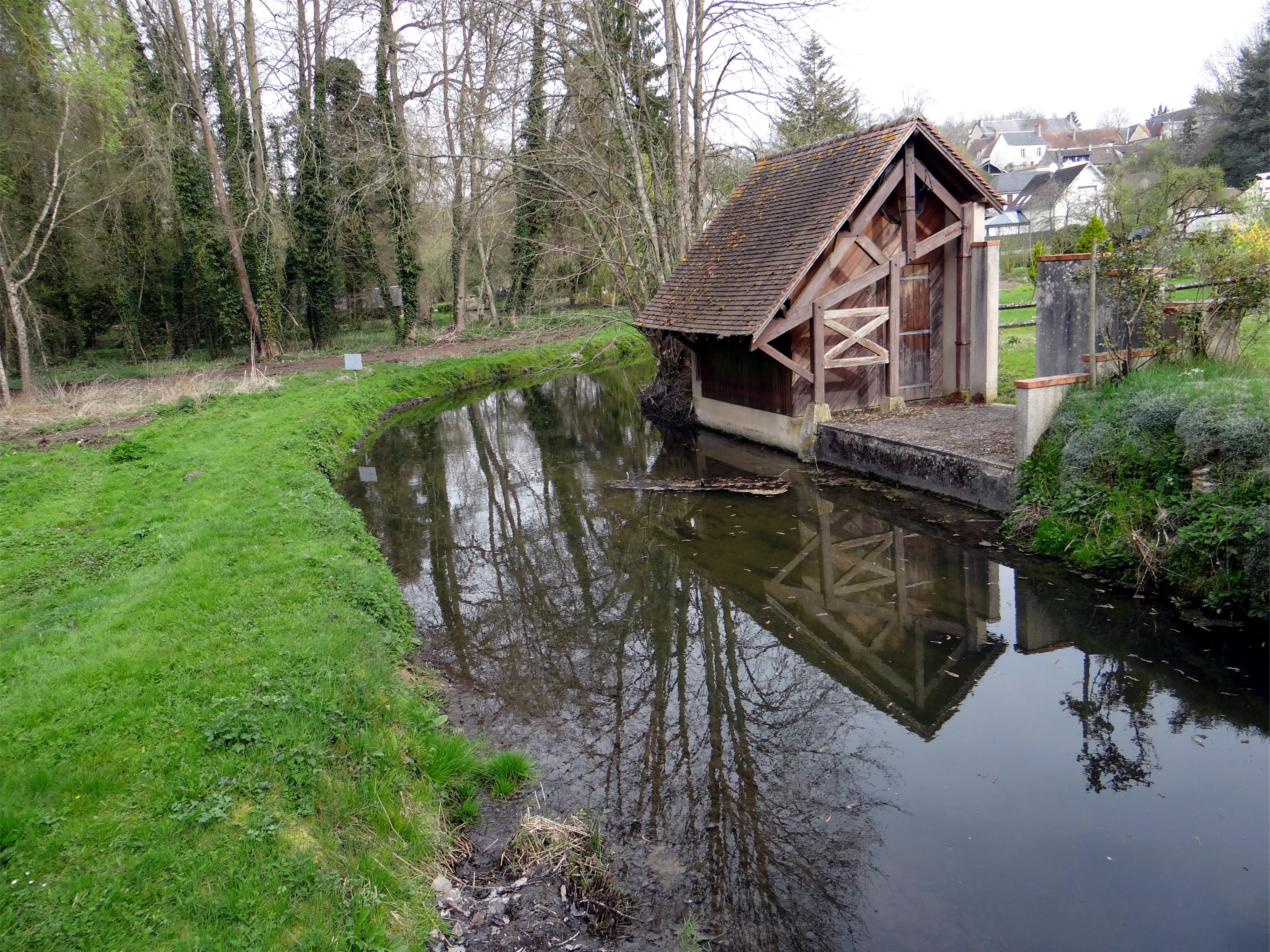
Lavoir sur le bord de la Voise.
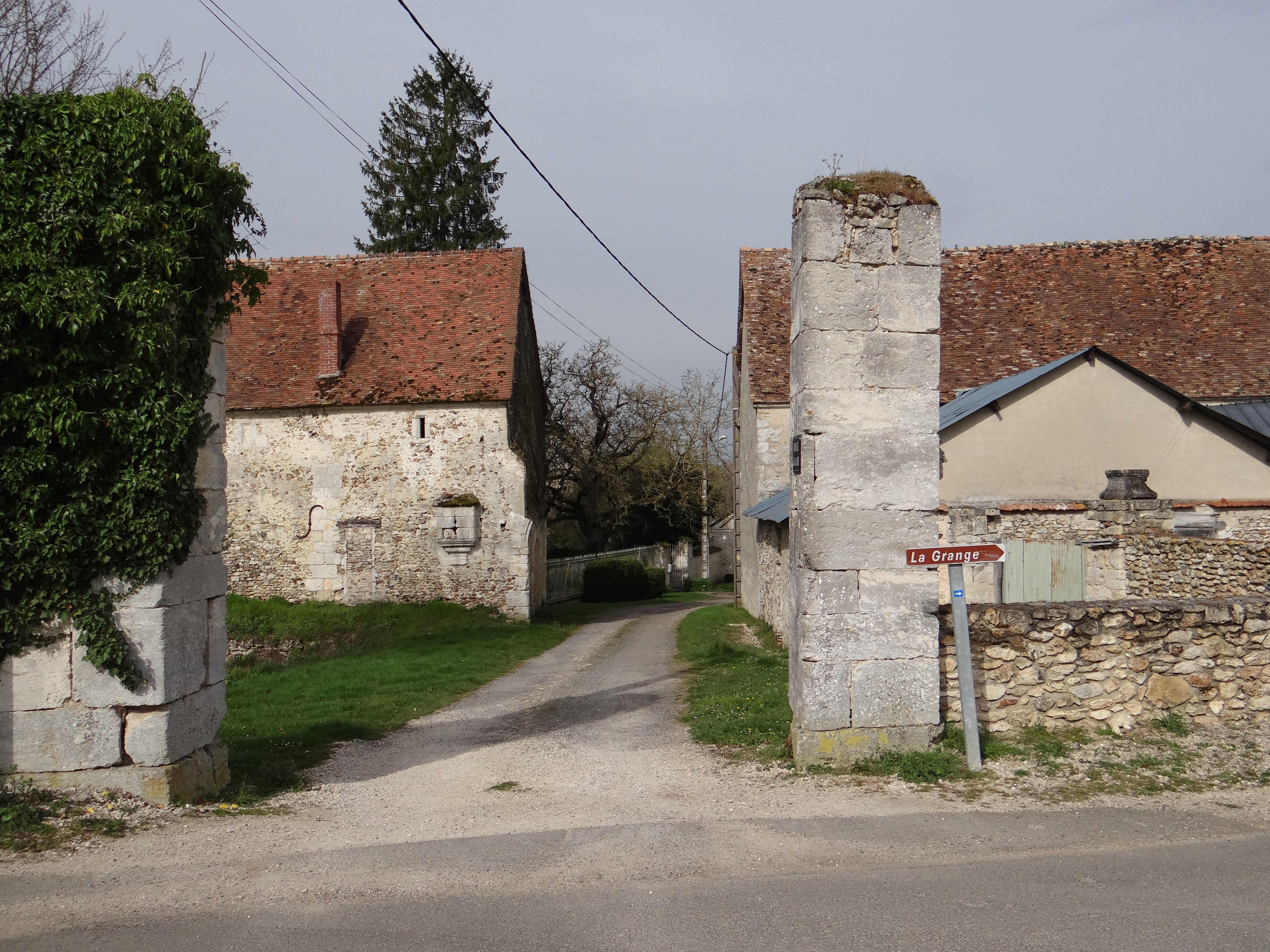
Entrée de l'ancien château[Note 10].
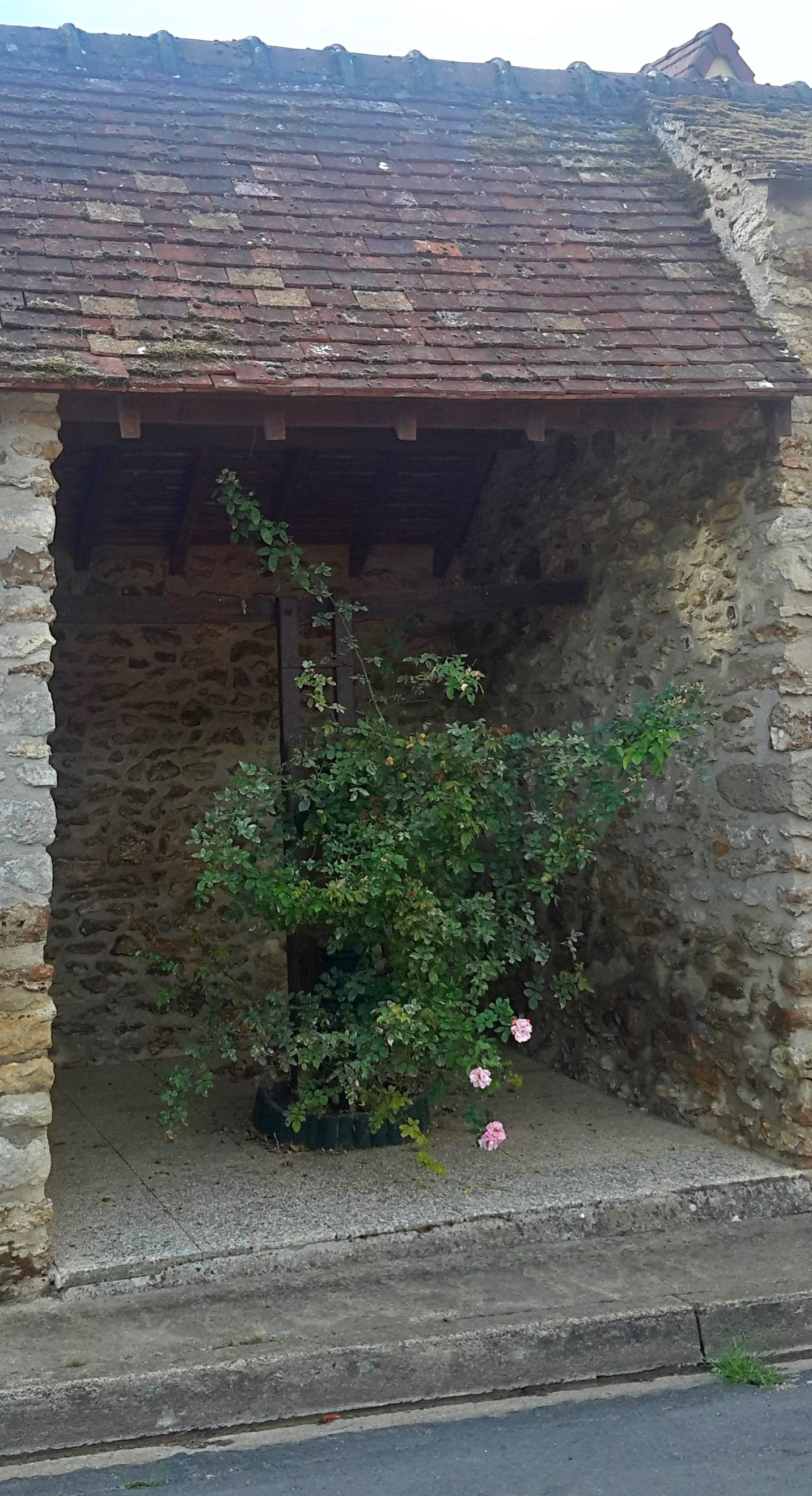
La pompe de la rue des Acacias dotée d'un abri au toit pentu.
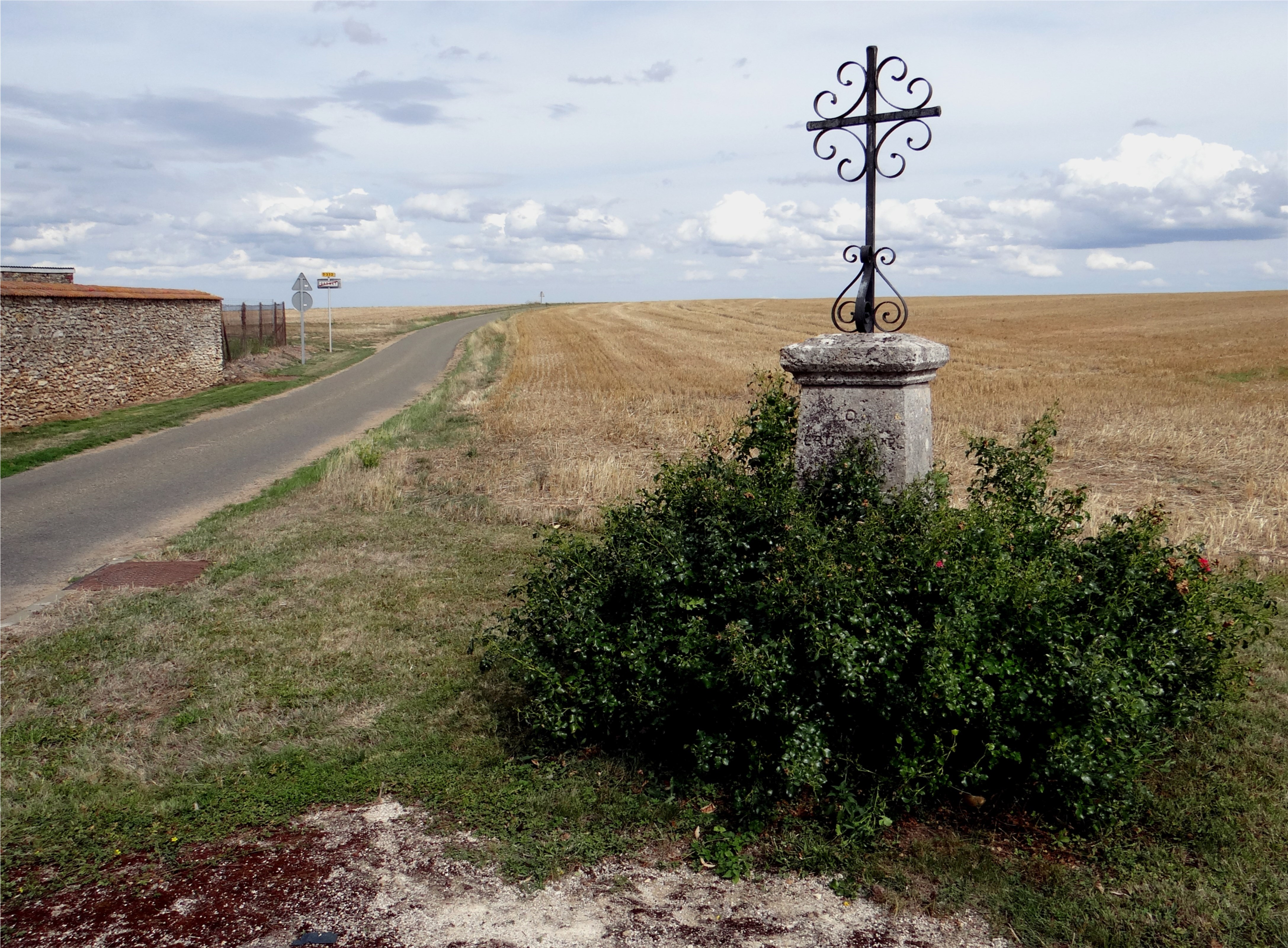
La croix de Garnet
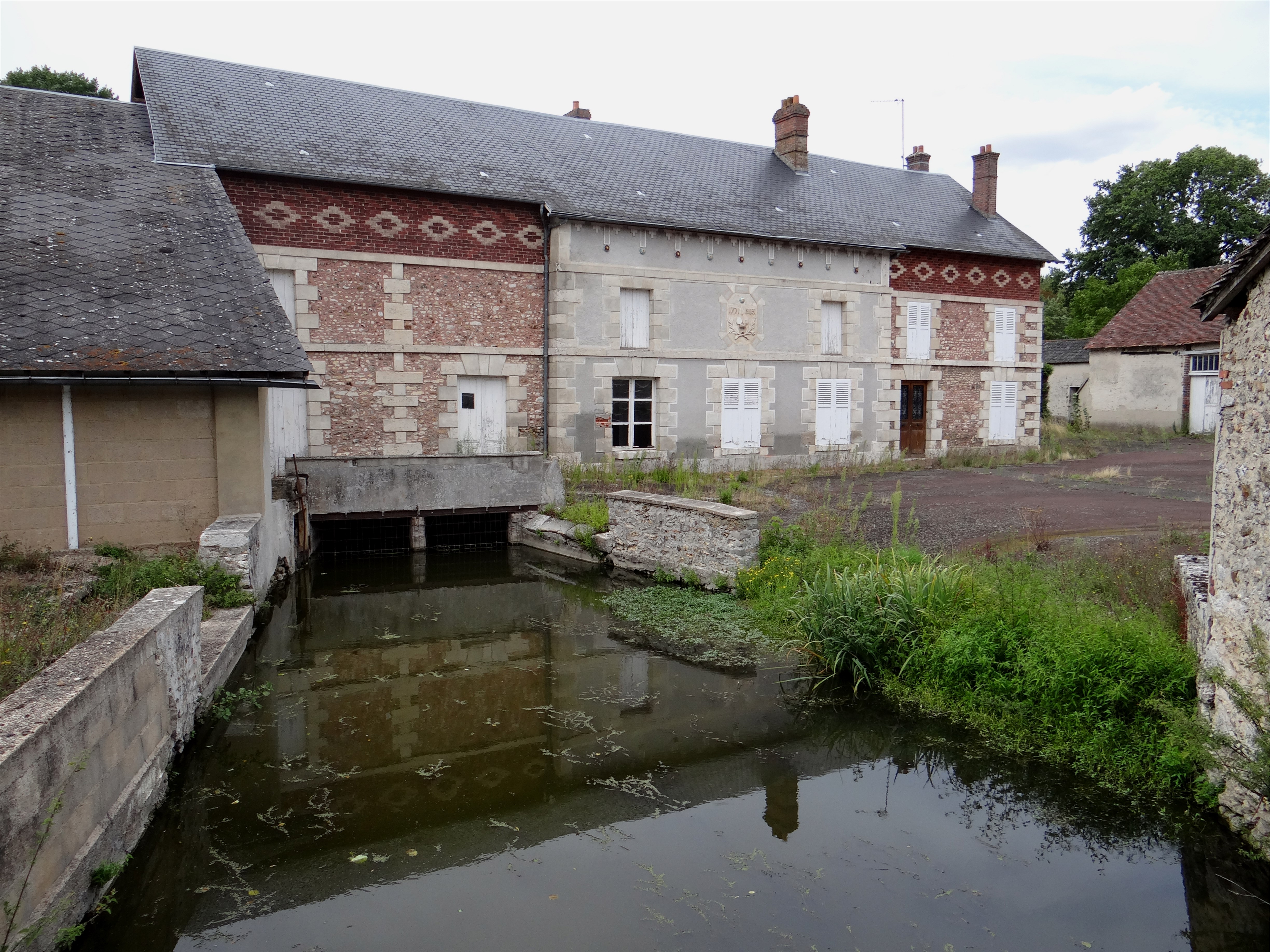
Le Moulin-de-Ville

### Patrimoine naturel
- Activités de plein air et randonnée pédestre "De la Voise à la Rémarde"" par les méandres de la Voise, à travers marais et tourbières, zones humides favorables au développement de la faune et d’une flore.

Sur le parcours se trouve le moulin de Poissac et le moulin de Lonceux (visitable).

### Héraldique
|  | Les armes de la commune se blasonnent ainsi : Mi-parti: au 1er de sinople à deux lions léopardés d'or l'un au-dessus de l'autre, au 2e de sinople à six besants d'or ordonnés 3, 2 et 1, au filet d'or en orle et pal brochant sur le tout. |